# Fröken Julie (film, 1951)
Fröken Julie är en svensk dramafilm från 1951 i regi av Alf Sjöberg.

## Handling
Slutet av 1800-talet. På en herrgård bor fröken Julie med sin far. Hon har just brutit sin förlovning men attraheras av en betjänt, Jean. De tillbringar midsommaraftonen tillsammans och planerar att fly till Schweiz.

## Om filmen
Alf Sjöberg satte upp Strindbergs pjäs Fröken Julie på Dramatens lilla scen 1949 med Inga Tidblad och Ulf Palme i huvudrollerna. I filmversionen erhöll dock en annan dramatenskådespelare, Anita Björk, Julies roll. Dramat filmades första gången 1912 (se Fröken Julie) och på TV har den framförts ett flertal tillfällen både som TV-teater och TV-serie. Filmen vann festivalens stora pris (föregångaren till Guldpalmen) vid filmfestivalen i Cannes 1951.
Filmen hade svensk premiär på biograf Grand i Stockholm den 30 juli 1951.
I Arbetaren var recensenten Mauritz Edström imponerad och skrev "Att kalla Alf Sjöbergs filmtolkning [...] kongenial räcker knappast." I Svenska Dagbladet skrev recensenten Lill: "Alf Sjöbergs Fröken Julie är ett trolleri och en nyskapelse." Carl Björkman i Dagens Nyheter var dock kritisk till filmens sista tredjedel och skrev "Skildringen av fadern-greven, av kalaset och branden är pinsam, en utdragen melodram som betänkligt stör filmens balans."
Filmen har visats i SVT, bland annat i januari 1979, i augusti 2019, i april 2023 samt i april 2025. 

## Rollista
- Anita Björk – fröken Julie
- Ulf Palme – Jean, betjänt
- Märta Dorff – Kristin, kokerska, Jeans väninna
- Lissi Alandh – Berta, grevinna, Julies mor
- Anders Henrikson – greve Carl, Julies far
- Inga Gill – Viola
- Åke Fridell – Robert, tegelfabrikant
- Kurt-Olof Sundström – kronofogde, Julies fästman
- Max von Sydow – stalldräng
- Margaretha Krook – guvernant
- Åke Claesson – läkare

## Musik i filmen
- "Höga berg och djupa dalar", instrumental
- "Polkan går", kompositör Robert Ryberg musikbearbetning 1925 Pierre Nymar, text Martin Nilsson, instrumental
- "Näverpolka", instrumental
- "Vingåkersdansen", kompositör troligen Anders Selinder, instrumental
- "Hälsingetag", kompositör Theodor Olsson, instrumental
- "A Hupfata" (Klarinettpolka), instrumental
- "Vapperstadsvalsen", instrumental
- "Tyska polkan", instrumental
- "After the Ball" (Efter balen), kompositör och text Charles K. Harris, svensk text Ernst Wallmark, instrumental
- "Lekare polka", kompositör Herbert Jernberg, instrumental
- "Jularbopolka", kompositör Carl Jularbo, instrumental
- "Gubben och gumman", instrumental
- "Konvaljens avsked", kompositör Otto Lindwall text David Lindwall, instrumental
- "Lundby-valsen" (Norska valsen), instrumental
- "Den blomstertid nu kommer", text 1694 Israel Kolmodin text 1819 Johan Olof Wallin text 1979 Britt G. Hallqvist
- "Där gingo två fruar"
- "Vals", piano, op. 34. Nr 2, Ass-dur, kompositör Frédéric Chopin, instrumental
- "Den glade kopparslagaren", kompositör Carl Peter, svensk text Bo Brink, instrumental
- "Ein Sommernachtstraum. Hochzeitmarsch" (En midsommarnattsdröm. Bröllopsmarsch), kompositör Felix Mendelssohn-Bartholdy, instrumental
- "Nocturne", piano, op. 48. Nr 1, kompositör Frédéric Chopin, instrumental
- "Finska valsen" (Fleckeras vals), uppteckning och musikbearbetning Hesekiel Wahlrot, text Ernst Rolf, instrumental

## DVD
Filmen gavs ut på DVD 2008.